# Dacus arabicus
Dacus arabicus är en tvåvingeart som beskrevs av White 2006. Dacus arabicus ingår i släktet Dacus och familjen borrflugor.
Artens utbredningsområde är Saudiarabien. Inga underarter finns listade i Catalogue of Life.